# Zespół Cohena
Zespół Cohena (zespół Peppera, zespół Cervenki, ang. Cohen syndrome, Pepper syndrome, Cervenka syndrome) – zespół wad wrodzonych spowodowany mutacją w genie COH1 w locus 8q22. Na fenotyp zespołu składają się otyłość, opóźnienie umysłowe i cechy dysmorficzne twarzy. Dziedziczenie choroby jest autosomalne recesywne o zmiennej penetracji. Rzadkie są powikłania oczne, takie jak atrofia nerwu wzrokowego, mikroftalmia, szczelina tęczówki lub siatkówki, hemeralopia, krótkowzroczność, zez, oczopląs. Do cech dysmorficznych twarzy należą mikrognacja, krótka rynienka podnosowa i wysoko sklepione podniebienie.